# Kaposfő megállóhely
Kaposfő megállóhely egy Somogy vármegyei vasúti megállóhely Kaposfő településen, a MÁV üzemeltetésében.
A belterület északi szélén helyezkedik el, közúti elérését a falun kelet-nyugati irányban végighúzódó 61-es főútból kiágazó önkormányzati út (települési nevén Dózsa György utca) biztosítja.

## Vasútvonalak
A megállóhelyet az alábbi vasútvonalak érintik:
- Dombóvár–Gyékényes-vasútvonal

## Kapcsolódó állomások
A megállóhelyhez az alábbi állomások vannak a legközelebb:
- Kaposmérő vasútállomás (Dombóvár–Gyékényes-vasútvonal)
- Kiskorpád vasútállomás (Dombóvár–Gyékényes-vasútvonal)

## Forgalom
| Járat        | Útvonal | Gyakoriság     |
| ------------ | --- | -------------- |
| személyvonat | Dombóvár – Dombóvár alsó – Nagyberki – Kaposszentjakab – Kaposvár – Kaposújlak – Kaposmérő – Kaposfő – Kiskorpád – Jákó-Nagybajom – Kutas – Beleg – Ötvöskónyi – Somogyszob – Bolhás – Szenta – Zrínyitelep – Csurgó – Gyékényes (– napi 3 pár tovább: Zákány – Őrtilos – Murakeresztúr – Nagykanizsa) | Kb. 2 óránként |